# Cetantal
Cetantal är ett mått på tändvilligheten hos dieselmotorbränslen. Ju högre tändvillighet, desto högre cetantal. Med "tändvillighet" avses ett bränsles förmåga att självantända vid högt tryck och temperatur. Man talar ofta också om begreppet tändfördröjning ("ignition delay" på engelska). Vid en snabb självantändning, så blir tändfördröjningen efter att kompression med åtföljande temperaturhöjning har påbörjats, mycket kort. Vid låga cetantal fås en tändfördröjning, som ger ojämn förbränning med ojämn temperatur och tryckstötar. Då får motorn lägre verkningsgrad och slits hårdare vid körning. Fenomenet kallas också för dieselknackningar ("diesel knock" på engelska).
Cetantalet hos en dieselolja bestäms genom jämförelse mot blandningar av cetan (som lätt självantänder och vars cetantal är satt till 100) och α-metylnaftalen (som inte självantänder och vars cetantal är satt till noll). En dieselolja som har samma tändvillighet som en blandning vid en viss volymprocent cetan (och resten av volymen är alfametylnaftalen) sägs ha cetantalet motsvarande denna volymprocent.
Cetantalet kan ses som motsatsen till oktantal. Bränslen med högt cetantal, till exempel ogrenade kolväten, har låga oktantal och bränslen med höga oktantal, till exempel starkt grenade kolväten, har låga cetantal. I dieselmotorer eftersträvas självantändning vid kompression av bränslet men i en bensinmotor, där bränslet antänds med tändstift, är självantändning inte önskvärt. När självantändning ändå inträffar, kallas det för "knackning" (spikning) och många, kraftigare, knackningar kan förstöra motorn.
Aromater har låga cetantal. Alkener (olefiner) har också oftast relativt låga cetantal. Ogrenade alkaner och cykliska alkaner (naftener) har höga cetantal.